# Вакулич, Павел Александрович
Павел Александрович Вакулич (бел. Павел Аляксандравіч Вакуліч; род. 14 сентября 1996, Ивацевичи, Брестская область) — белорусский футболист, полузащитник клуба «Юни Минск».

## Карьера

### Начало карьеры
Воспитанник солигорского «Шахтёра». Затем в 2015 году перебрался в структуру «Слуцка». За основную команду дебютировал 15 июня 2016 года в матче против «Минска», выйдя на замену на 85 минуте. В августе 2016 года отправился в полугодовую аренду в «Сморгонь». Дебютировал за клуб 14 августа 2016 года в матче против «Энергетика-БГУ». В сморгонском клубе оставался игроком замены и по окончании аренды покинул клуб. В январе 2017 года покинул «Слуцк». Затем вскоре стал игроком минского «Торпедо». Закрепиться в клубе у футболиста не вышло и в августе отправился в аренду в «Барановичи». По сроку окончания аренды покинул клуб. В январе 2018 года покинул минский клуб.

### «Сморгонь»
В начале 2018 года проходил просмотр в «Смолевичах», однако по итогу просмотра не подошёл клубу. Затем еще также проходил просмотр в «Слуцке» и пинской «Волне». По итогу в марте 2018 года пополнил ряды «Сморгони». Первый матч за клуб сыграл 7 апреля 2018 года против «Барановичей». Сразу же закрепился в основной команде, став одним из ключевых игроком клуба. Провёл за клуб полтора сезона и в июле 2019 года покинул клуб.

### «Ошмяны-БГУФК»
В 2019 году стал выступать на любительском уровне, а также присоединился к клубу Второй Лиги «Ошмяны-БГУФК». По итогу чемпионата занял с клубом 2 место и получил повышение в Первую Лигу. Первый матч за клуб в Первой Лиге сыграл 10 мая 2020 года против «Орши». Был одним из основных игроков клуба. В 2021 году покинул клуб.
Весь 2021 год продолжал выступать на любительском уровне за «Юни Минск», также единожды сыграв во Второй Лиге за «Узду». В 2022 году вместе с минским клубом стал выступать во Второй Лиге. В дебютном сезоне для клуба в 18 матчах отличился 7 голами во всех турнирах.